# Wincenty Maxylewicz
Wincenty Maxylewicz (ur. ok. 1685, zm. 24 stycznia 1745 w Krakowie) – polski kompozytor i dyrygent epoki baroku.
Kształcił się w kolegium jezuickim w Krakowie. W latach 1719–1729 był dyrygentem chóru na Jasnej Górze w Częstochowie, potem śpiewakiem, a od 1739 kantorem szkoły chóralnej katedry wawelskiej w Krakowie.
Jedyne jego dzieło o bezspornym autorstwie, to motet czterogłosowy Gloria tibi Trinitas. Ponadto przypisywane są mu dwa dalsze motety w zbiorach krakowskich, a także zaginiona Missa Triumphalis.